# Przemoc antyaborcyjna
Przemoc antyaborcyjna to przemoc skierowana przeciwko osobom i instytucjom odpowiadającym za wykonywanie aborcji. Radykalni działacze ruchu pro-life dokonywali aktów przemocy takich jak wandalizm, podpalenia przy użyciu koktajli mołotowa, zamachy bomowe i zabójstwa. Większość udokumentowanych incydentów miała miejsce w Stanach Zjednoczonych, chociaż miały one również miejsce w Australii, Kanadzie i Nowej Zelandii. Badacze określili przemoc antyaborcyjną mianem terroryzmu o charakterze sub-rewolucyjnym. Część z osób stosujących sięgających po przemoc jako formę walki z aborcją przynależy do nieformalnego ruchu Armia Boga. Znani działacze ruchu antyaborcyjnego, którzy stosowali przemoc przeciwko aborterom to m.in. Shelley Shannon, Paul Jennings Hill i Eric Rudolph.